# Masaki Suda
Masaki Suda  (菅田 将暉?, Suda Masaki), pseudonimo di Taishō Sugō (菅生 大将?, Sugō Taishō; Osaka, 21 febbraio 1993), è un attore e cantante giapponese.

## Carriera
Ha debuttato come attore nella serie televisiva Kamen Rider W interpretando  Philip. È uno degli uomini dell'anno di GQ Magazine nel 2016.
Nel 2017 debutta come cantante solista con il singolo Mita koto mo nai keshiki. Il 21 marzo 2018 viene pubblicato il suo primo album in studio, Play. Il suo secondo album Love, è stato pubblicato il 10 luglio 2019.
Nel 2017 fa parte nel cast dei doppiatori del film d'animazione Fireworks - Vanno visti di lato o dal basso?, dove doppia Norimichi Shimada. Nel 2019 doppia Zachary Levi nel doppiaggio giapponese del film Shazam!.

### Vita privata
Mantiene una stretta amicizia con Kento Yamazaki, Taiga Nakano, Fumi Nikaidō, Kenshi Yonezu, Ishizaki Huwie e Aimyon.

## Filmografia

### Cinema
- Kamen Rider Decade: All Riders vs. Dai-Shocke (劇場版 仮面ライダーディケイド オールライダー対大ショッカー?), regia di Osamu Kaneda (2009)
- Kamen Rider × Kamen Rider W & Decade: Movie War 2010 (仮面ライダー×仮面ライダー Ｗ（ダブル）＆ディケイド ＭＯＶＩＥ大戦２０１０?), regia di Ryuta Tasaki (2009)
- Kamen Rider W Forever: A to Z/The Gaia Memories of Fate ( 仮面ライダーＷ（ダブル） FOREVER AtoZ 運命のガイアメモリ?), regia di Koichi Sakamoto (2010)
- Kamen Rider × Kamen Rider OOO & W Featuring Skull: Movie War Core (仮面ライダー×仮面ライダー オーズ＆ダブル feat.スカル MOVIE大戦CORE（コア）?), regia di Ryuta Tasaki (2010)
- OOO, Den-O, All Riders: Let's Go Kamen Riders (オーズ・電王・オールライダー レッツゴー仮面ライダー?), regia di Osamu Kaneda (2011)
- High School Debut (高校デビュー ?), regia di Tsutomu Hanabusa (2011)
- Kamen raidâ x Kamen raidâ Fôze & Ôzu Movie taisen Mega Max (仮面ライダー×仮面ライダー フォーゼ&オーズ MOVIE大戦MEGA MAX?), regia di Koichi Sakamoto (2011)
- Kirin no tsubasa: gekijoban shinzanmono (麒麟の翼 ～劇場版・新参者～?), regia di Nobuhiro Doi (2012)
- Osama to boku (王様とボク?), regia di Tetsu Maeda (2012)
- Tomogui (共喰い?), regia di Shinji Aoyama (2013)
- Hidamari no kanojo (陽だまりの彼女?), regia di Takahiro Miki (2013)
- Danshi kōkōsei no nichijō (男子高校生の日常?), regia di Daigo Matsui (2013)
- The Light Shines Only There (そこのみにて光輝く?), regia di Mipo O (2014)
- Kuragehime (海月姫?), regia di Yasuhiro Kawamura (2014)
- Yamikin Ushijima-kun Part2 (闇金ウシジマくん Part2?), regia di Masatoshi Yamaguchi (2014)
- Assassination Classroom (映画 暗殺教室?), regia di Eiichirō Hasumi (2015)
- Piece of Cake (ピース オブ ケイク?), regia di Tomorowo Taguchi (2015)
- Destruction Babies (ディストラクション・ベイビーズ?), regia di Tetsuya Mariko (2016)
- Hoshigaoka Wonderland (星ガ丘ワンダーランド?), regia di Show Yanagisawa (2016)
- Pink and Gray (ピンクとグレー?), regia di Isao Yukisada (2016)
- Assassination Classroom: Graduation (暗殺教室 卒業編?), regia di Eiichirō Hasumi (2016)
- Setoutsumi (セトウツミ?), regia di Tatsushi Ōmori (2016)
- Death Note - Il film: Illumina il nuovo mondo (デスノート Light up the NEW world?), regia di Shinsuke Sato (2016)
- Oboreru Knife ( 溺れるナイフ?), regia di Yuki Yamato (2016)
- Nanimono (何者?), regia di Daisuke Miura (2016)
- Kiseki ano hi no sobito (キセキ あの日のソビト?), regia di Atsushi Kaneshige (2016)
- Aa, koya (あゝ、荒野?), regia di Yoshiyuki Kishi (2017)
- Aa, koya kohen (あゝ、荒野 後篇?), regia di Yoshiyuki Kishi (2017)
- Gintama (銀魂?), regia di Yūichi Fukuda (2017)
- Teiichi no kuni (帝一の國?), regia di Akira Naga (2017)
- Hibana (火花?), regia di Itsuji Itao (2017)
- My Little Monster (となりの怪物くん?), regia di Sho Tsukikawa (2018)
- Ikiteru dake de, ai (生きてるだけで、愛?), regia di Kosai Sekine (2018)
- Gintama 2: okite wa yaburu tame ni koso aru (銀魂2 掟は破るためにこそある?), regia di Yūichi Fukuda (2018)
- Arukimedesu no taisen (アルキメデスの大戦?), regia di Takashi Yamazaki (2019)
- Taro no baka (タロウのバカ?), regia di Tatsushi Omori (2019)
- Ito (糸?), regia di Takahisa Zeze (2020)
- Foto di famiglia (浅田家!?), regia di Ryota Nakano (2020)
- Hanataba mitaina koi o shita (花束みたいな恋をした?), regia di Nobuhiro Doi (2021)
- Character (キャラクター?), regia di Akira Nagai (2021)
- Cloud (クラウド?), regia di Kiyoshi Kurosawa (2024)

### Televisione
- Kamen Rider W (仮面ライダーW?) – serie TV (2009)
- Hammer Session! (ハンマーセッション!?) – serie TV (2010)
- Jūi Dolittle (獣医ドリトル?) – serie TV (2010)
- Taisetsu na koto wa subete kimi ga oshiete kureta (大切なことはすべて君が教えてくれた?) – serie TV (2010)
- Don Quixote (ドン★キホーテ?) – serie TV (2011)
- Runaway - Aisuru kimi no tame ni (ランナウェイ～愛する君のために?) – serie TV (2011)
- Unmei no hito (運命の人?) – serie TV (2012)
- Rich Man, Poor Woman (リッチマン、プアウーマン?) – serie TV (2012)
- Riyuu (理由?) – film TV (2012)
- Honto ni atta kowai hanashi 2012 aru natsu no dekigoto (ほんとにあった怖い話 夏の特別編２０１２?) – film TV (2012)
- Rejidento-5nin no kenshui ( レジデント～5人の研修医?) – serie TV (2012)
- Akutou (悪党?) – serie TV (2012)
- Nakuna, Hara-chan (泣くな、はらちゃん?) – serie TV (2013)
- 35-sai no kokosei (35歳の高校生?) – serie TV (2013)
- Shinigami-kun (死神くん?) – serie TV (2014)
- Mondai no aru restaurant (問題のあるレストラン?) – serie TV (2015)
- Kageriyuku natsu (翳りゆく夏?) – serie TV (2015)
- Champion tabetaka ( ちゃんぽん食べたか?) – serie TV (2015)
- Tamiou (民王?) – serie TV (2015)
- Love Song (ラヴソング?) – serie TV (2016)
- Death Note: New Generation (デスノート NEW GENERATION?) – webserie (2016)
- Jimi ni sugoi! Kōetsu girl: kōno etsuko (地味にスゴイ! 校閲ガール・河野悦子?) – serie TV (2016)
- Uchuu no shigoto (宇宙の仕事?) – serie TV (2016)
- Yuusha Yoshihiko to michibikareshi shichinin (勇者ヨシヒコと導かれし七人?) – serie TV (2016)
- Super salaryman Saenai-shi (スーパーサラリーマン左江内氏?) – serie TV (2017)
- Onna jōshu Naotora (おんな城主 直虎?) – serie TV (2017)
- Todome no seppun ( トドメの接吻?) – serie TV (2018)
- Dele (ディーリー?) – serie TV (2018)
- Mampuku (まんぷく?) – serie TV (2018)
- 3 nen a kumi: ima kara mina-san wa, hitojichi desu (3年A組-今から皆さんは、人質です-?) – serie TV (2019)
- Perfect World (パーフェクトワールド?) – serie TV (2019)
- MIU 404 – serie TV (2020)
- Kiseiju - La zona grigia (기생수: 더 그레이?) – serie TV (2024)

### Doppiaggio
- Norimichi Shimada in Fireworks - Vanno visti di lato o dal basso? (2017)
- Zachary Levi in Shazam! (2019)
- L'airone grigio in Il ragazzo e l'airone (2023)

## Discografia

### Album in studio
- 2018 – Play
- 2019 – Love

### EP
- 2017 – Green Boys

### Singoli
- 2017 – Kiseki
- 2017 – Mita koto mo nai keshiki
- 2017 – Kokyuu
- 2018 – Sayonara Elegy
- 2018 – Long Hope Philia
- 2019 – Machigai sagashi
- 2019 – Kiss dake de (feat. Aimyon)
- 2020 – Niji

### Collaborazioni
- 2018 – Haiiro to ao (Kenshi Yonezu feat. Masaki Suda)
- 2021 – Utakata-Uta (Radwimps feat. Masaki Suda)

### Colonne sonore
- 2017 – Hibana Soundtrack[17]

## Premi e riconoscimenti
- 2014 - Awards of the Japanese Academy
  - Vinto - Newcomer of the Year per Tomogui[18]
- 2014 - Tama Film Awards
  - Vinto - Best New Actor Award per The Light Shines Only There e Yamikin Ushijima-kun Part2[19]
- 2014 - Takasaki Film Festival
  - Vinto - Best Supporting Actor per The Light Shines Only There
- 2014 - Nikkan Sports Drama Grand Prix
  - Vinto - Best Supporting Actor
- 2014 - Television Drama Academy Awards
  - Vinto - Best Supporting Actor
- 2015 - Japanese Movie Critics Awards
  - Vinto - Best Supporting Actor
- 2015 - Confidence Award Drama Prize
  - Vinto - Best Actor
- 2016 - Elan d'or Awards
  - Vinto - Newcomer of the Year
- 2016 - Hochi Film Awards
  - Candidatura - Best Supporting Actor
- 2016 - Nikkan Sports Film Awards
  - Candidatura - Best Supporting Actor
- 2017 - Yokohama Film Festival
  - Vinto - Best Supporting Actor per Destruction Babies
- 2017 - Mainichi Film Awards
  - Candidatura - Best Supporting Actor
- 2017 - Blue Ribbon Awards
  - Candidatura - Best Supporting Actor
- 2017 - Tokyo Sports Film Awards
  - Vinto - Best Supporting Actor per Destruction Babies
- 2017 - Hochi Film Award
  - Vinto - Best Actor
- 2017 - Nikkan Sports Film Award
  - Vinto - Best Actor
- 2018 - Kinema Junpo Award
  - Vinto - Best Actor
- 2018 - Mainichi Film Awards
  - Vinto - Best Actor
- 2018 - Ribbon Awards
  - Candidatura - Best Actor
- 2018 - Tokyo Sports Film Award
  - Candidatura  - Best Actor
- 2018 - Japan Academy Prize
  - Vinto - Best Actor
- 2018 - Awards of the Japanese Academy
  - Vinto - Most Popular Actor
- 2018 - Osaka Cinema Festival
  - Vinto - Best Actor